# Pałecznica skręcona

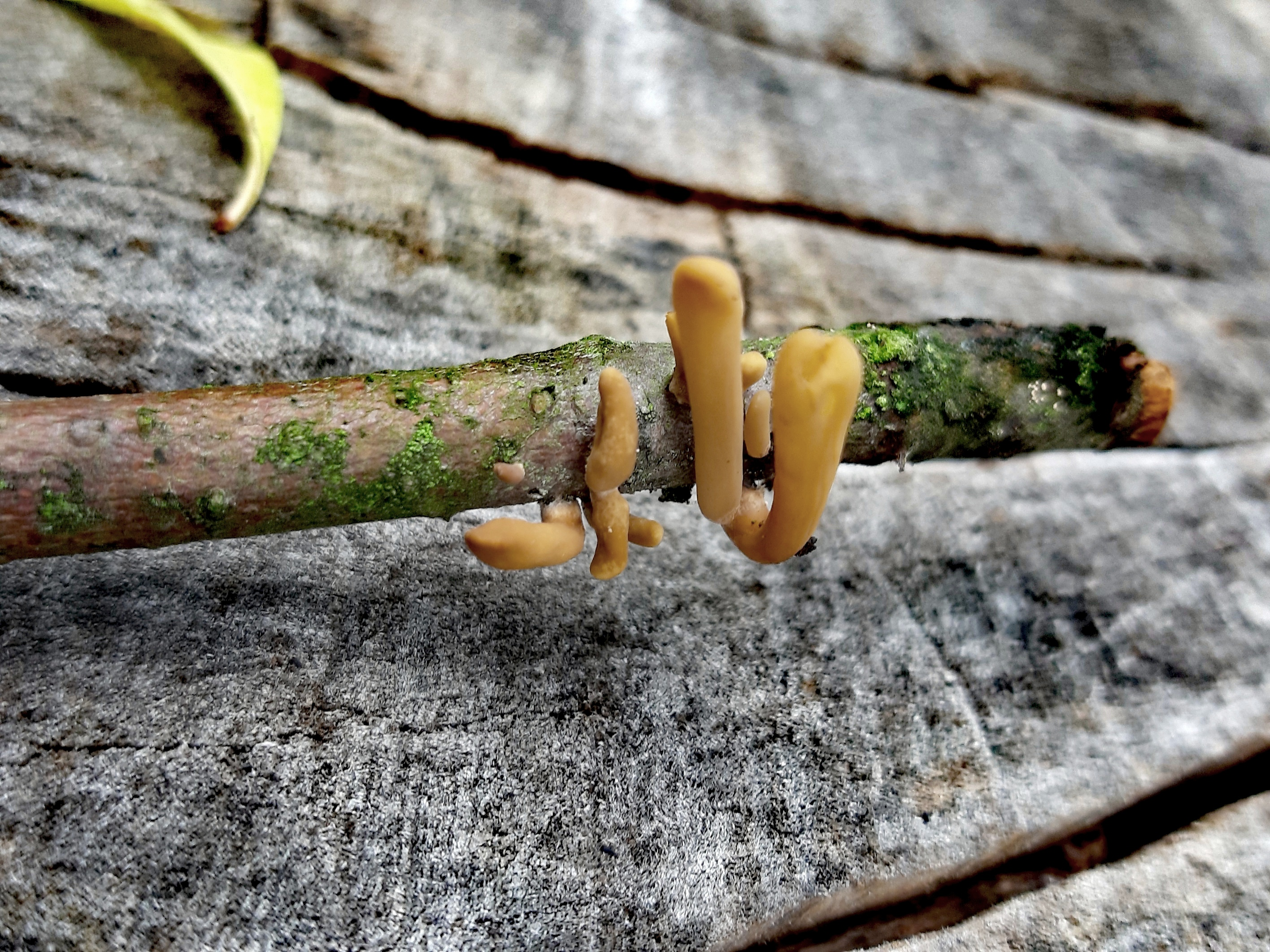
Grupa owocników na gałązce

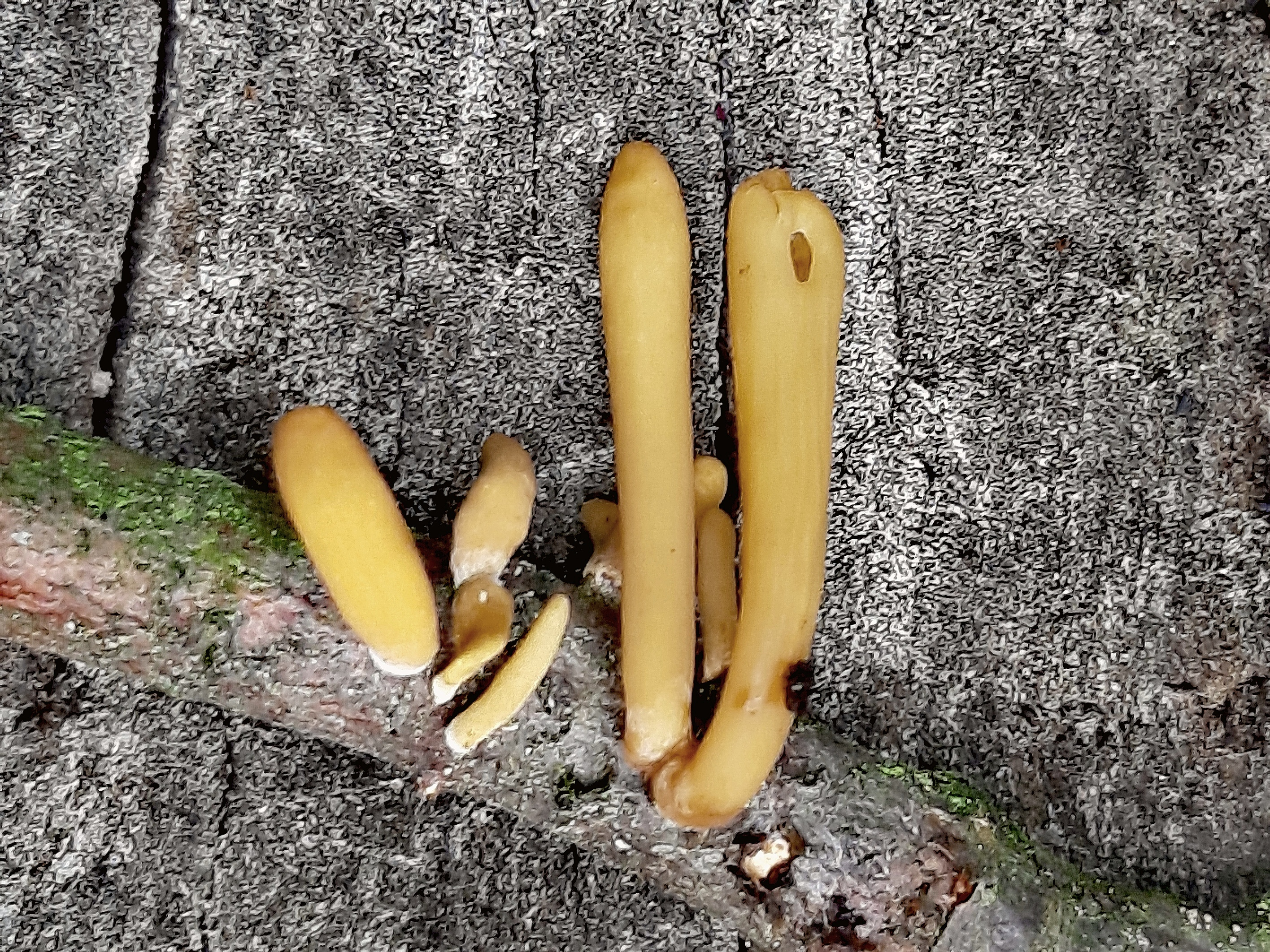
Owocniki pałecznicy skręconej

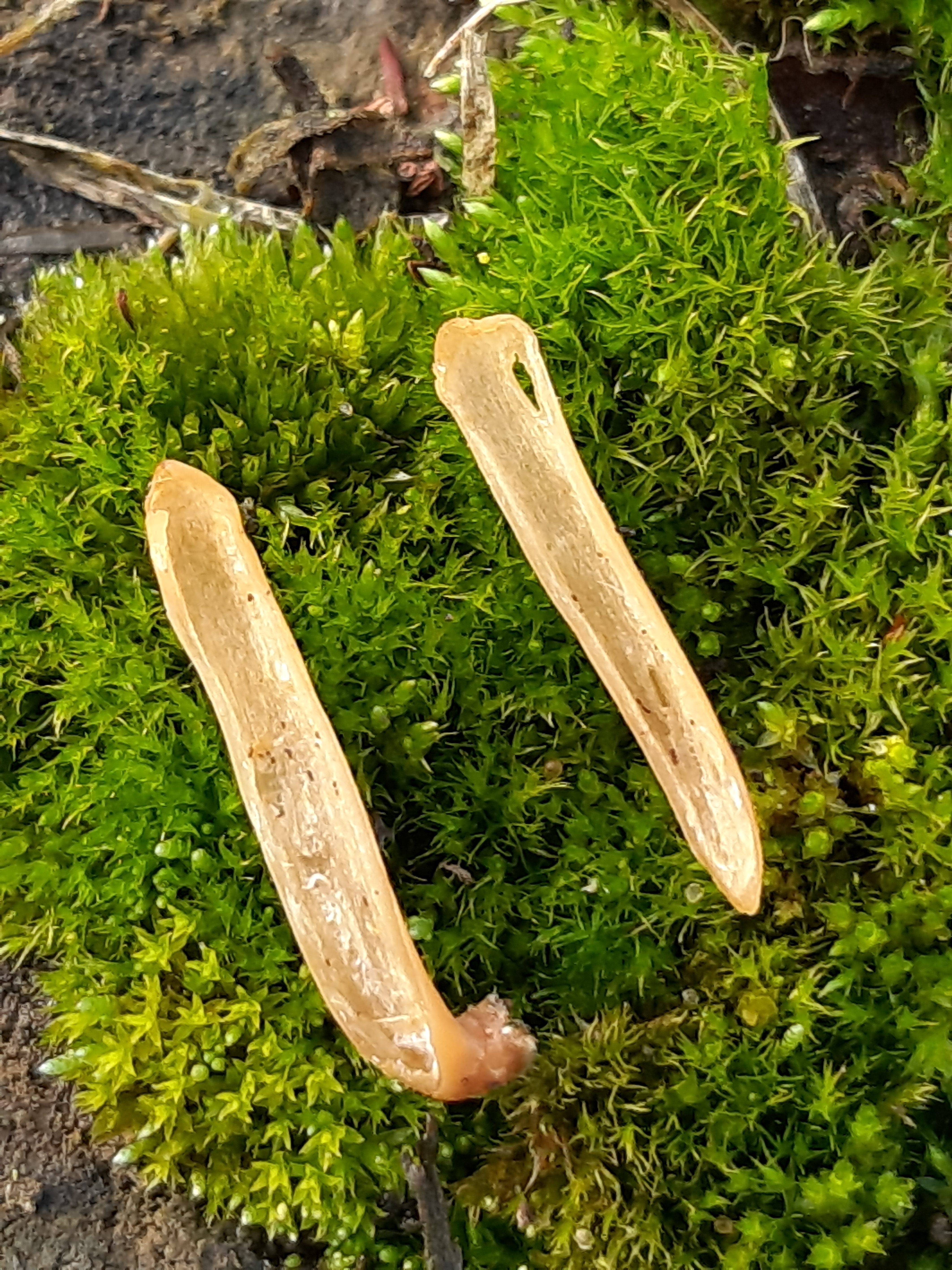
Przekrój owocnika – owocnik jest pusty w środku.

Pałecznica skręcona (Typhula contorta (Holmsk.) Olariaga) – gatunek grzybów z rodziny pałecznicowatych (Typhulaceae).

## Systematyka i nazewnictwo
Pozycja w klasyfikacji według Index Fungorum: Typhula, Typhulaceae, Agaricales, Agaricomycetidae, Agaricomycetes, Agaricomycotina, Basidiomycota, Fungi.
Po raz pierwszy takson ten zdiagnozował w 1790 roku Theodor Holmskiold nadając mu nazwę Clavaria contorta. W 1985 roku Johan Axel Frithiof Nannfeldt i Carl Lennart Holm przenieśli go do rodzaju Macrotyphula nadając nazwę Macrotyphula fistulosa var. contorta, traktując go jako odmianę Macrotyphula fistulosa. W 1987 roku, Stephan Rauschert w swej publikacji (wydanej po jego śmierci), wyniósł tę odmianę do rangi gatunku, nadając mu nazwę Macrotyphula contorta. W 2012 roku Ibai Olariaga przeniósł takson do rodzaju Typhula.
Synonimy naukowe:
- Clavariadelphus contortus (Holmsk.) Pilát
- Clavaria contorta Holmsk. 1790
- Clavaria fistulosa var. contorta (Holmsk.) Höhn. 1904
- Clavariadelphus fistulosus var. contortus (Holmsk.) Corner 1950
- Macrotyphula fistulosa var. contorta (Holmsk.) Nannf. & L. Holm 1985
- Macrotyphula contorta (Holmsk.) Rauschert 1987

Nazwę polską, buławka rurkowata, odm. skręcona dla synonimu Clavariadelphus fistulosus var. contorta  zaproponował prof. Władysław Wojewoda w 2003 r. Po wyniesieniu do rangi gatunku oraz przeniesieniu do rodzaju Typhula, nazwa polska stała się niespójna z nazwą naukową. Według obowiązującej nomenklatury rodzaj Typhula w języku polskim nosi nazwę pałecznica. Polska nazwa pałecznica skręcona według atlasu grzybów na portalu www.grzybiarze.eu.

## Morfologia
Owocnik
5–50 mm wysokości i 2–6 mm grubości, szerszy u nasady, kształtu rogowatego lub maczugowatego. Owocniki są zazwyczaj powyginane lub poskręcane, nieregularnie bruzdowane. Barwy brudnożółtej, żółtobeżowej, jasnobrązowej lub ochrowej. Wierzchołek nierozdwojony, zaokrąglony lub szpiczasty. Wewnątrz pusty, ścianki cienkie. Obłocznia, czyli warstwa hymenialna, znajduje się na zewnątrz owocnika, zajmując większą jego część i wygląda jakby była lekko oprószona. Nie pokrywa ona jedynie nasady owocnika.
Trzon
Trzon jako taki nie występuje, lecz dolna część owocnika, przy samej podstawie, jest płonna – brak w niej hymenium, a więc nie wytwarza zarodników. Jej zabarwienie jest nieco ciemniejsze od reszty owocnika, a powierzchnia widocznie gładsza.
Miąższ
U młodych owocników jest twardy i sztywny, z wiekiem robi się bardziej miękki. Smak i zapach niewyczuwalne.
Wysyp zarodników
Biały. Zarodniki gładkie, w kształcie łzy, hialinowe, nieamyloidalne. O wymiarach 12–19 × 6–9 μm.

## Występowanie i siedlisko
Gatunek dość pospolity, rośnie na martwych, opadłych gałęziach drzew liściastych, głównie olszy, brzóz i leszczyny. Owocniki wytwarza od października do stycznia (podczas łagodnej zimy).

## Znaczenie
Saprotrof. Grzyb niejadalny.